# Luwero
Luwero  este un oraș  în  Uganda. Este reședinta  districtului Luwero.